# Jonas Eduardo Américo
Jonas Eduardo Américo, conhecido como Edu (Jaú, 6 de agosto de 1949) é um ex-futebolista brasileiro.
Era um jogador de extrema habilidade e chutes precisos. Muito temido por seus dribles, Edu figura entre os maiores dribladores de todos os tempos. Destacou-se desde cedo no Santos Futebol Clube fazendo sua primeira partida com apenas 15 anos de idade.
Ao lado de Pepe, figura entre os dois maiores ponta esquerda da história do Santos Futebol Clube e um dos maiores pontas da história do futebol.
Disputou 3 Copas do Mundo (1966, 1970 e 1974), sendo campeão mundial em 70.

## Carreira

### Santos
Filho de uma professora de piano e de um alfaiate, estudou em colégio de padres.
Foi Pelé quem indicou o menino Edu para o Santos. O Rei estava de férias no interior em 1964 e perguntou para os irmãos de Edu se alguém da família jogava bola. Assim, Edu e Pelé se conheceram e o Rei levou o jovem menino de Jaú para fazer testes no Santos FC, sendo aprovado.
O começo no futebol foi nas categorias de base do time Alvinegro. O adolescente estreou pelos profissionais com apenas 16 anos, seis meses e 25 dias. A estreia foi na vitória diante da Portuguesa de Desportos, no dia 3 de março de 1966, por 2 a 1, em partida válida pelo Torneio Rio-São Paulo, realizada no Pacaembu. Ele entrou no lugar de Del Vecchio.
Bastaram dois jogos para que assumisse a titularidade da equipe, deixando na reserva Pepe, então com 31 anos. Fez uma sequência de sete jogos seguidos como titular e foi um dos principais nomes do Peixe na conquista do Torneio Rio-São Paulo no qual estreou.
Em 1971, foi um dos destaques do Santos no Campeonato Brasileiro e venceu a Bola de Prata pelo desempenho.
A última vez em que Edu vestiu a camisa santista foi no dia 17 de novembro de 1976, em uma partida de caráter amistoso na cidade de Catanduva, no estádio Sílvio Telles, vencida pelo Santos por 1 a 0 com um gol dele nessa despedida do Alvinegro.
Edu disputou 584 jogos pelo Santos, sendo o 6º jogador que mais vestiu a camisa alvinegra (sendo superado apenas por Pelé, Pepe, Zito, Lima e Dorval).
Fez 184 gols com a camisa do Santos em 11 anos (1966 a 1976) (média de 16,6 gols por temporada). É o sétimo maior artilheiro da história do Santos, ficando atrás de Pelé, Pepe, Coutinho, Toninho Guerreiro, Feitiço e Dorval.
- 1966: 30 partidas, 8 gols.
- 1967: 67 partidas, 16 gols.
- 1968: 57 partidas, 22 gols.
- 1969: 70 partidas, 35 gols.
- 1970: 34 partidas, 11 gols.
- 1971: 74 partidas, 23 gols.
- 1972: 90 partidas, 28 gols.
- 1973: 60 partidas, 15 gols.
- 1974: 40 partidas, 7 gols.
- 1975: 26 partidas, 12 gols.
- 1976: 36 partidas, 6 gols.

Pelo Peixe conquistou o Torneio Rio-São Paulo de 1966, os Campeonatos Paulistas de 1967, 1968, 1969 e 1973, o Campeonato Brasileiro de 1968, a Recopa Sul-americana e a Recopa Mundial de 1968.

#### Jogo inesquecível
Edu considera seu segundo jogo com a camisa do Santos como inesquecível, foi pelo Rio - São Paulo de 1966, o Santos venceu o Bangu por 5 a 2, no Pacaembu. Edu relembra ter marcado 2 gols. O primeiro foi de falta, gol que ele considera o mais importante da carreira, pois "abriu todas as portas". No segundo ele driblou toda a defesa do Bangu. Começava a surgir o grande Edu, pois Pelé estava machucado e todos os olhos passaram a admirar a nova promessa.

### Corinthians
Sondado por Portuguesa, Vasco, Fluminense e NY Cosmos, no início de 1977, aos 26 anos, foi emprestado ao Corinthians por nove meses por 1 milhão de cruzeiros para disputar a posição com Romeu.
Estreou em 23 de janeiro, na derrota para o Grêmio Maringá por 3 a 2, onde marcou um gol, em partida amistosa realizada no Estádio Willie Davids.
No clube, disputou o Campeonato Paulista, onde foi campeão.
Em sua última partida disputada pelo clube, em 21 de setembro de 1977, o Corinthians foi derrotado pelo Guarani por 1 a 0, em partida válida pelo Campeonato Paulista de 1977.
Pelo alvinegro do Parque São Jorge, Edu realizou 39 partidas e marcou quatro gols.

### Outras equipes
Em 1978, atuou por dois meses no Internacional. Estreou numa derrota de 4x0 para o arquirrival Grêmio.
Edu também passou por Internacional (1977 até 1978), Monterrey (1978 até 1983), São Cristóvão (1983), Dom Bosco (1985) e Club Brasil Masters (1992 até 1995).

### Seleção Brasileira
Devido ao destaque no Torneio Rio-São Paulo de 1966, no mesmo ano foi convocado para a Seleção Brasileira que disputou a Copa do Mundo realizada naquele ano, com apenas dezesseis anos. Até hoje, é o jogador mais jovem a ser convocado para disputar uma Copa do Mundo FIFA. Segundo ele conta, o motivo dessa convocação foi seu desempenho brilhante em apenas dois jogos, nos quais marcou gols: contra o Bangu (fez 2) e Palmeiras.
Ele foi fundamental para a classificação do Brasil para a Copa de 1970, atuando em todos os jogos das eliminatórias. Voltaria a ser convocado em 1970, participando do grupo que trouxe em definitivo a Taça Jules Rimet. Na competição, atuou em 25 minutos contra a Romênia, nas oitavas-de-final.
Em 1974, esteve presente novamente na seleção que terminou em quarto lugar.
Ao todo fez 54 jogos e marcou 12 gols pela Seleção Canarinho.

### Masters
Após encerrar a carreira profissional, fez sucesso como um dos atletas da Seleção Brasileira de futebol categoria "masters" que excursionava pelo Brasil e nos dias atuais costuma jogar em partidas de veteranos pelo interior do Estado sempre que requisitado pelos amigos que conquistou nos gramados de todo o Brasil.

### Recordes
- Jogador mais novo a ser inscrito numa Copa do Mundo: 17 anos incompletos na Copa da Inglaterra, em 1966.
- Disputou 90 dos 92 jogos do Santos na temporada de 1972.
- Disputou em 1971, 74 jogos pelo Peixe, sendo que nos anos de 1971 e 1972, foi o jogador mais atuante do elenco santista.
- Estreou no Santos com 15 anos, no Maracanã, contra o Botafogo.
- Trigésimo Nono maior artilheiro da Seleção Brasileira com 12 gols.
- Segundo jogador mais novo a marcar com a camisa da Seleção Brasileira, com 16 anos e 306 dias.[24]

## Títulos

### Santos
- Torneio Rio-São Paulo: 1966[25]
- Campeonato Paulista: 1967, 1968, 1969 e 1973
- Supercopa Sul-Americana dos Campeões Intercontinentais: 1968
- Recopa dos Campeões Intercontinentais: 1968
- Campeonato Brasileiro: 1968

### Corinthians
- Campeonato Paulista: 1977

### Seleção Brasileira
- Copa do Mundo: 1970

## Prêmios
- Bola de Prata da Revista Placar de 1971